# اسون ریدل
اسون ریدل (سوئدی: Sven Rydell; ۱۴ ژانویهٔ ۱۹۰۵ – ۴ آوریل ۱۹۷۵) بازیکن فوتبال اهل سوئد بود.
وی به همراه تیم ملی فوتبال سوئد به مدال برنز مسابقات فوتبال در بازی‌های المپیک تابستانی ۱۹۲۴ دست پیدا کرده‌است. ریدل با ۴۹ گل ملی از رکودداران تیم ملی سوئد محسوب می‌شود.